# Iseut de Capio
N'Iseut de Capio (1140 - ?) là một quý bà và là một trobairitz của Gévaudan. Bà là người hàng xóm của một người hát rong khác tên là Almucs de Castelnau, người mà bà đã chia sẻ một sáng tác thuộc thể loại tenso. Và đoạn nhạc đó là phần còn tồn tại duy nhất trong số các tác phẩm của bà.
Nguồn gốc của Iseut là một vấn đề gây tranh cãi. Điều có thể được nói một cách chắc chắn là bà đến từ castrum de Capione (lâu đài của Capione (trong tiếng Occitan Trung Cổ, Capione là Capio hoặc Capion) được xác định là Chapieu hoặc Chapelins thời hiện đại. Lâu đài đứng trên đỉnh của Mont Mimat gần sông Mende. Có thể Iseut được sinh ra trong một gia đình thuộc các vị chúa của Tournel, một trong tám vị nam tước của Gévaudan. Tournel đến với Giáo khu của Mende và chỉ trở về gia đình sau cái chết của Aldebert (III) de Tournel vào năm 1187. Sau khi gia đình chấp nhận họ Tournel vào khoảng năm 1150, thời điểm còn sống của Iseut xoay quanh lúc đó.
Có một bản razo dài mô tả sự trao đổi các stanza giữa Iseut và Almucs. Trong bản razo này, Iseut đã cầu xin Almucs tha lỗ. Gigo (Gui), chúa của Tournon (Tornon) ở Vivarais. Gigo là hiệp sĩ của Iseut, những đã cam kết một sai lầm lớn gây ra với Almucs. Từ khi Gigo không thể hiện sự ăn năn hay tìm kiếm sự tha thứ, Almucs đã đáp lại Iseut trong một cobla. Sự trao đổi này được diễn ra trong khoảng năm 1190. 